# FOXE1
FOXE1 (англ. Forkhead box E1) – білок, який кодується однойменним геном, розташованим у людей на короткому плечі 9-ї хромосоми. Довжина поліпептидного ланцюга білка становить 373 амінокислот, а молекулярна маса — 38 076.
| 10         |  | 20         |  | 30         |  | 40         |  | 50         |
| ---------- |  | ---------- |  | ---------- |  | ---------- |  | ---------- |
| MTAESGPPPP |  | QPEVLATVKE |  | ERGETAAGAG |  | VPGEATGRGA |  | GGRRRKRPLQ |
| RGKPPYSYIA |  | LIAMAIAHAP |  | ERRLTLGGIY |  | KFITERFPFY |  | RDNPKKWQNS |
| IRHNLTLNDC |  | FLKIPREAGR |  | PGKGNYWALD |  | PNAEDMFESG |  | SFLRRRKRFK |
| RSDLSTYPAY |  | MHDAAAAAAA |  | AAAAAAAAAI |  | FPGAVPAARP |  | PYPGAVYAGY |
| APPSLAAPPP |  | VYYPAASPGP |  | CRVFGLVPER |  | PLSPELGPAP |  | SGPGGSCAFA |
| SAGAPATTTG |  | YQPAGCTGAR |  | PANPSAYAAA |  | YAGPDGAYPQ |  | GAGSAIFAAA |
| GRLAGPASPP |  | AGGSSGGVET |  | TVDFYGRTSP |  | GQFGALGACY |  | NPGGQLGGAS |
| AGAYHARHAA |  | AYPGGIDRFV |  | SAM        |  |            |  |            |

A: Аланін

C: Цистеїн

D: Аспарагінова кислота

E: Глутамінова кислота

F: Фенілаланін

G: Гліцин

H: Гістидин

I: Ізолейцин

K: Лізин

L: Лейцин

M: Метіонін

N: Аспарагін

P: Пролін

Q: Глутамін

R: Аргінін

S: Серин

T: Треонін

V: Валін

W: Триптофан

Кодований геном білок за функцією належить до фосфопротеїнів. 
Задіяний у таких біологічних процесах, як транскрипція, регуляція транскрипції. 
Білок має сайт для зв'язування з ДНК. 
Локалізований у ядрі.